# Леди, дегустирующая чай
Леди, дегустирующая чай (леди, пробующая чай, англ. lady tasting tea) — рандомизированный эксперимент по определению статистической значимости для проверки нулевой гипотезы, проведенный английским ученым Роналдом Фишером.
Эксперимент был описан в книге Фишера The Design of Experiments, на его основе был предложен точный тест Фишера.

## История
Традиционный английский чай можно приготовить двумя способами: сначала налить в чашку молоко, а потом чай; или наоборот, сначала чай, а потом молоко. В 1946 году в эссе «Хорошая чашка чая» Джордж Оруэлл утверждал, что «чай является основой цивилизации в нашей стране, однако процесс его приготовления порождает очень много споров». Вопрос очередности наливания молока и чая настолько разделил общественное мнение, что «у каждой семьи могут найтись сторонники обеих сторон».
Знакомая Роналда Фишера, альголог Муриэль Бристоль (англ. Muriel Bristol), как-то сказала, что может отличить напитки, приготовленные разными способами. Для проверки этого утверждения Фишер организовал эксперимент, в ходе которого леди должна была определить способ приготовления восьми чашек чая (по четыре на каждый способ), представленных в случайном порядке. В ходе дегустации Бристоль смогла правильно классифицировать все чашки.

## Эксперимент
Нулевой гипотезой для данного эксперимента было утверждение, что все чашки имеют одинаковый вкус и способ приготовления определить невозможно.
Для эксперимента приготовили восемь чашек: в четырёх случаях сначала наливали чай, а потом молоко, в других четырёх — наоборот. Чашки подавались в случайном порядке. Леди должна была выбрать из предложенных чашек четыре, приготовленных способом «сначала молоко». При этом она имела возможность сравнивать чашки друг с другом, а также ей были известны другие условия эксперимента.
Тестовым показателем было количество успешных определений в наборе из четырёх чашек. Количество возможных вариантов выбрать 4 чашки из 8 равно числу сочетаний при {\displaystyle n=8} и {\displaystyle k=4}:
{\displaystyle {\binom {8}{4}}={\frac {8!}{4!(8-4)!}}=70}
При условии, что нулевая гипотеза является верной, варианты распределяются так:
| Количество верных определений | Возможные комбинации                        | Количество комбинаций |
| ----------------------------- | ------------------------------------------- | --------------------- |
| 0                             | oooo                                        | 1                     |
| 1                             | ooox, ooxo, oxoo, xooo                      | 16                    |
| 2                             | ooxx, oxox, oxxo, xoxo, xxoo, xoox и другие | 36                    |
| 3                             | oxxx, xoxx, xxox, xxxo                      | 16                    |
| 4                             | xxxx                                        | 1                     |
| Всего                         | Всего                                       | 70                    |

Количества вариантов распределяются так:
- Очевидно, существует один вариант, когда все отобранные чашки будут ложными
- Рассмотрим случай, когда лишь одна из четырёх отобранных чашек будет угадана верно, а остальные три будут ложными. Здесь есть {\displaystyle {\binom {4}{1}}=4} способа выбрать единственную верную чашку, а также {\displaystyle {\binom {4}{3}}=4} способы выбрать три из четырёх неверных вариантов. Общее количество вариантов составляет 4×4 = 16

Уровень значимости установили в 5 %. Таким образом, вероятность выбора всех четырёх правильных вариантов была ниже уровня значимости (≈ 1,4 % < 5 %), а вероятность выбора с однократной ошибкой находилась выше (16 + 1) / 70 ≈ 24,3 % > 5 %.
Таким образом было показано, что нулевая гипотеза опровергалась бы тогда и только тогда, когда леди сможет правильно определить все четыре чашки для набора.

## Использование точного теста Фишера
Для случая, когда леди правильно определяет одну из четырёх выбранных чашек, можно построить следующую таблицу сопряженности:
|                                    | Сначала молоко | Сначала чай | Всего |
| Правильно угадано «сначала молоко» | a=3            | b=1         | a+b=4 |
| Правильно угадано «сначала чай»    | c=1            | d=3         | c+d=4 |
| Всего                              | a+c=4          | b+d=4       | n=8   |

Вероятность данного случая рассчитывается по формуле:
{\displaystyle p={\frac {\displaystyle {{a+b} \choose {a}}\displaystyle {{c+d} \choose {c}}}{\displaystyle {{n} \choose {a+c}}}}={\frac {\displaystyle {{a+b} \choose {b}}\displaystyle {{c+d} \choose {d}}}{\displaystyle {{n} \choose {b+d}}}}={\frac {(a+b)!~(c+d)!~(a+c)!~(b+d)!}{a!~~b!~~c!~~d!~~n!}}}
То есть
{\displaystyle p={{\tbinom {4}{3}}{\tbinom {4}{1}}}/{\tbinom {8}{4}}={\tfrac {4!~4!~4!~4!}{3!~1!~3!~1!~8!}}\approx 0.22857}

## Принципы
Кроме математического обоснования, Фишер также заложил основные принципы проведения подобных экспериментов:
- Сравнение — должна быть возможность четкого различения вариантов. В данном случае те, кто готовил эксперимент, точно знали, какая чашка было приготовлена каким способом.
- Рандомизация — важнейшая особенность эксперимента заключалась в том, что чашки подавались в случайном порядке
- Репликация — для увеличения точности эксперимента его следует повторить несколько раз (леди должна делать выбор 8 раз)
- Заменимость — все варианты выбора (чашки) должны быть похожими друг с другом, за исключением того фактора, который их отличает.
- Блокировка — если в эксперименте присутствуют другие факторы, исследователь должен отделить их. Например, если бы тут было два сорта чая, правильнее было бы сделать серию выборов для каждого сорта отдельно.